# Jean Bourjade
Pour les articles homonymes, voir Bourjade.
Jean Clément Bourjade (1883-1947) est un psychologue de l'enfant et universitaire français.

## Biographie
Jean Bourjade est agrégé de philosophie en 1908 et professeur à la faculté des lettres de l'université de Lyon,.
Fondateur de l'« École pratique de psychologie et de pédagogie » de Lyon en 1942, devenue l'« Institut de psychologie et de pédagogie » en 1945, il en est le directeur de 1945 à 1947.
Il est l'auteur d'ouvrages de caractérologie et de psychologie.

## Hommages
Un IME de Villeurbanne porte son nom.

## Publications
- « Entrée en scène des méthodes actives par le moyen des sourds-muets et des idiots », Revue pédagogique, 1926, t. 88, no 1, p. 321-342, [lire en ligne].
- Une semaine pédagogique à la Faculté des lettres de l'Université de Lyon, A. Colin, 1927, 118 p.
- Essai d'interprétation psycho-pédagogique des formes enfantines de l'explication causale chez quelques écoliers, 1927, 165 p.
- « Plaidoyer pour la pédagogie du caractère », Bulletin A. Binet, n° 274-275, avril 1932.
- Les mécanismes psychologiques et l'éducation, Boivin, 1932
- L'intelligence et la pensée de l'enfant, F. Alcan, 1937, 161 p.
- Principes de caractérologie, La Baconnière, 1955, 254 p.
- Études de psychologie de l'enfant, Les Belles lettres, 1962